# Alfred Gräfe (Fußballspieler)
Alfred Gräfe (* 24. April 1926; † 20. April 1982) war ein deutscher Fußballspieler. Er absolvierte insgesamt 50 Spiele in der DDR-Oberliga für die BSG Stahl Altenburg und die BSG Wismut Aue.

## Karriere
Nach dem Zweiten Weltkrieg schloss er sich der ZSG Altenburg an und gehörte zum Kader der DDR-Oberliga-Saison 1949/50. Er kam nur beim Entscheidungsspiel um den Abstieg in die DDR-Liga zum Einsatz. Dieses Spiel war notwendig, weil die ZSG Altenburg genauso viele Punkte wie der vorletzte ZSG Anker Wismar hatte. Von Trainer Herbert Klemig wurde er über die gesamten 90. Minuten eingesetzt und sorgte mit den Treffer zum 3:2 für die ZSG Altenburg für die Entscheidung im Ernst-Grube-Stadion in Magdeburg.
Am 9. September 1950 bestritt er für den nun unter den Namen BSG Stahl Altenburg antretenden Verein sein erstes Spiel in der DDR-Oberliga. Beim 4:1-Sieg gegen die SG Lichtenberg 47 wurde er über die die gesamte Spielzeit eingesetzt und erzielte in der 27. Minute das zwischenzeitliche 2:0. Nachdem er bis zur Winterpause in der Saison 1951/52 nur zu drei Einsätzen gekommen war, wechselte er in der Winterpause zum Aufsteiger BSG Wismut Aue.
Am 20. Januar 1952 feierte er für die Auer Mannschaft sein Debüt. Bei der 1:4-Niederlage gegen BSG Aktivist Brieske-Ost wurde er von Trainer Walter Fritzsch über die gesamten 90 Minuten eingesetzt und erzielte in der 35. den Ehrentreffer von Wismut Aue. Sein letztes von fünf Toren im Auer Dress erzielte er am letzten Spieltag der Saison 1951/52. Beim 2:0-Sieg gegen die BSG Motor Gera am 30. April 1952 erzielte er in der 10. Minute die zwischenzeitliche 1:0-Führung.
In der Saison 1952/53 belegte sie am Saisonende punktgleich hinter der SG Dynamo Dresden den zweiten Platz. Wegen der Punktgleichheit musste ein Entscheidungsspiel über den Meistertitel entscheiden. Im Entscheidungsspiel der DDR-Fußball-Oberliga 1952/53 verloren er mit seiner Mannschaft mit 3:2 gegen die Dresdner. Nach der Saison 1953/54 verließ er die BSG Wismut Aue.